# Sezon 2013/2014 w hokeju na lodzie
Sezon 2013/2014 w hokeju na lodzie to zestawienie rozgrywek reprezentacyjnych oraz klubowych w tej dyscyplinie sportu. W haśle zostały podane podia zawodów mistrzowskich, ligowych, pucharowych oraz turniejów towarzyskich.

## Rozgrywki reprezentacyjne
Najważniejszą imprezą sezonu będą zimowe igrzyska olimpijskie w Soczi. Mężczyźni o medale olimpijskie będą rywalizować po raz dwudziesty trzeci, natomiast kobiety po raz piąty. W turnieju mężczyzn weźmie udział dwanaście reprezentacji, a wśród kobiet osiem reprezentacji. W maju 2014 roku odbędzie się 78. edycja Mistrzostw Świata, które odbędą się w Mińsku na Białorusi. W turnieju Elity weźmie udział szesnaście najlepszych zespołów na świecie. Tytułu z roku 2013 będzie bronić reprezentacja Szwecji. Ze względu na turniej olimpijski nie odbędą się mistrzostwa świata elity. Z turniejów o randze mistrzowskiej odbędą się mistrzostwa świata juniorów w dwóch kategoriach wiekowych: do lat 20 i do lat 18 oraz mistrzostwa świata juniorek.
| Zawody                           | Miejsce i data                             | Turniej                    | 1 miejsce         | 2 miejsce         | 3 miejsce         |
| -------------------------------- | ------------------------------------------ | -------------------------- | ----------------- | ----------------- | ----------------- |
| Igrzyska Olimpijskie             | Soczi 8 – 23 lutego 2014                   | Mężczyźni                  | Kanada            | Szwecja           | Finlandia         |
| Igrzyska Olimpijskie             | Soczi 8 – 23 lutego 2014                   | Kobiety                    | Kanada            | Stany Zjednoczone | Szwajcaria        |
| Mistrzostwa Świata mężczyzn      | Mińsk 9 – 25 maja 2014                     | Elita                      | Rosja             | Finlandia         | Szwecja           |
| Mistrzostwa Świata mężczyzn      | Goyang 20 – 26 kwietnia 2014               | I Dywizja Grupa A          | Słowenia          | Austria           | Japonia           |
| Mistrzostwa Świata mężczyzn      | Kowno 20 – 26 kwietnia 2014                | I Dywizja Grupa B          | Polska            | Chorwacja         | Litwa             |
| Mistrzostwa Świata mężczyzn      | Belgrad 9 – 15 kwietnia 2014               | II Dywizja Grupa A         | Estonia           | Islandia          | Serbia            |
| Mistrzostwa Świata mężczyzn      | Jaca 5 – 11 kwietnia 2014                  | II Dywizja Grupa B         | Hiszpania         | Meksyk            | Nowa Zelandia     |
| Mistrzostwa Świata mężczyzn      | Luksemburg 6 – 12 kwietnia 2014            | III Dywizja                | Bułgaria          | Korea Północna    | Luksemburg        |
| Mistrzostwa Świata kobiet        | Przerów 6 – 12 kwietnia 2014               | I Dywizja Grupa A          | Czechy            | Norwegia          | Dania             |
| Mistrzostwa Świata kobiet        | Windawa 14 – 22 kwietnia 2014              | I Dywizja Grupa B          | Łotwa             | Chiny             | Węgry             |
| Mistrzostwa Świata kobiet        | Asiago 6 – 12 kwietnia 2014                | II Dywizja Grupa A         | Włochy            | Wielka Brytania   | Korea Południowa  |
| Mistrzostwa Świata kobiet        | Reykjavík 24 – 30 kwietnia 2014            | II Dywizja Grupa B         | Chorwacja         | Słowenia          | Hiszpania         |
| Mistrzostwa Świata kobiet        | Meksyk 19 – 22 marca 2014                  | Kwalifikacje do II Dywizji | Meksyk            | Południowa Afryka | Bułgaria          |
| Mistrzostwa Świata Juniorów      | Malmö 26 grudnia 2013 – 5 stycznia 2014    | Elita                      | Finlandia         | Szwecja           | Rosja             |
| Mistrzostwa Świata Juniorów      | Sanok 15 – 21 grudnia 2013                 | I Dywizja Grupa A          | Dania             | Łotwa             | Białoruś          |
| Mistrzostwa Świata Juniorów      | Dumfries 9 – 15 grudnia 2013               | I Dywizja Grupa B          | Włochy            | Kazachstan        | Francja           |
| Mistrzostwa Świata Juniorów      | Miszkolc 15 – 21 grudnia 2013              | II Dywizja Grupa A         | Węgry             | Litwa             | Holandia          |
| Mistrzostwa Świata Juniorów      | Jaca 11 – 17 stycznia 2014                 | II Dywizja Grupa B         | Korea Południowa  | Hiszpania         | Serbia            |
| Mistrzostwa Świata Juniorów      | Izmir 12 – 18 stycznia 2014                | III Dywizja                | Belgia            | Nowa Zelandia     | Meksyk            |
| Mistrzostwa Świata Juniorów U-18 | Lappeenranta, Imatra 17 – 27 kwietnia 2014 | Elita                      | Stany Zjednoczone | Czechy            | Kanada            |
| Mistrzostwa Świata Juniorów U-18 | Nicea 13 – 19 kwietnia 2014                | I Dywizja Grupa A          | Łotwa             | Norwegia          | Kazachstan        |
| Mistrzostwa Świata Juniorów U-18 | Székesfehérvár 13 – 19 kwietnia 2014       | I Dywizja Grupa B          | Węgry             | Austria           | Słowenia          |
| Mistrzostwa Świata Juniorów U-18 | Dumfries 24 – 30 marca 2014                | II Dywizja Grupa A         | Litwa             | Korea Południowa  | Chorwacja         |
| Mistrzostwa Świata Juniorów U-18 | Tallinn 13 – 19 kwietnia 2014              | II Dywizja Grupa B         | Estonia           | Hiszpania         | Serbia            |
| Mistrzostwa Świata Juniorów U-18 | Sofia 24 – 30 marca 2014                   | III Dywizja Grupa A        | Australia         | Izrael            | Chińskie Tajpej   |
| Mistrzostwa Świata Juniorów U-18 | Izmit 13 – 15 lutego 2014                  | III Dywizja Grupa B        | RPA               | Turcja            | Hongkong          |
| Mistrzostwa Świata Juniorek      | Budapeszt 23 – 30 marca 2014               | Elita                      | Kanada            | Stany Zjednoczone | Czechy            |
| Mistrzostwa Świata Juniorek      | Füssen 29 marca - 4 kwietnia 2014          | I Dywizja                  | Szwajcaria        | Francja           | Niemcy            |
| Mistrzostwa Świata Juniorek      | Krynica-Zdrój 18 – 23 marca 2014           | Kwalifikacje do I Dywizji  | Austria           | Polska            | Chiny             |
| Azjatycki Puchar Challenge IIHF  | Abu Zabi 15 – 22 marca 2014                | Mężczyźni                  | Chińskie Tajpej   | ZEA               | Mongolia          |
| Azjatycki Puchar Challenge IIHF  | Harbin 9 – 13 marca 2014                   | Kobiety                    | Chiny             | Korea Północna    | Korea Południowa  |
| Uniwersjada                      | Trydent 11 – 21 grudnia 2013               | Mężczyźni                  | Kanada            | Kazachstan        | Rosja             |
| Uniwersjada                      | Trydent 11 – 21 grudnia 2013               | Kobiety                    | Kanada            | Rosja             | Stany Zjednoczone |

### Euro Hockey Tour
Cztery najlepsze drużyny europejskie uczestniczyły w czterech turniejach należących do cyklu Euro Hockey Tour: Karjala Cup, Channel One Cup, Oddset Hockey Games oraz Kajotbet Hockey Games.
| Zawody                                  | Miejsce i data                                                           | 1 miejsce | 2 miejsce | 3 miejsce |
| --------------------------------------- | ------------------------------------------------------------------------ | --------- | --------- | --------- |
| Kajotbet Hockey Games                   | Pardubice (Czechy) oraz Petersburg (Rosja) 29 sierpnia - 1 września 2013 | Finlandia | Rosja     | Szwecja   |
| Karjala Cup                             | Helsinki (Finlandia) oraz Gävle (Szwecja) 7 – 10 listopada 2013          | Finlandia | Rosja     | Szwecja   |
| Channel One Cup                         | Soczi (Rosja) oraz Praga (Czechy) 19 – 22 grudnia 2013                   | Czechy    | Finlandia | Rosja     |
| Oddset Hockey Games                     | Sztokholm (Szwecja) oraz Helsinki (Finlandia) 1 – 4 maja 2014            | Finlandia | Czechy    | Szwecja   |
| Klasyfikacja generalna Euro Hockey Tour | Klasyfikacja generalna Euro Hockey Tour                                  | Finlandia | Rosja     | Czechy    |

### Turnieje towarzyskie
| Zawody                | Miejsce i data                  | 1 miejsce         | 2 miejsce  | 3 miejsce |
| --------------------- | ------------------------------- | ----------------- | ---------- | --------- |
| EIHC Austria          | Innsbruck 7 – 9 listopada 2013  | Francja           | Białoruś   | Austria   |
| EIHC Węgry            | Budapeszt 8 – 10 listopada 2013 | Polska            | Ukraina    | Węgry     |
| EIHC Polska           | Gdańsk 6 – 8 lutego 2014        | Polska            | Włochy     | Białoruś  |
| EIHC Francja          | Briançon 6 – 8 lutego 2014      | Niemcy            | Kazachstan | Francja   |
| Deutschland Cup       | Monachium 8 – 10 listopada 2013 | Stany Zjednoczone | Szwajcaria | Niemcy    |
| Euro Hockey Challenge | 9 – 27 kwietnia 2014            | Szwecja           | Finlandia  | Czechy    |

## Rozgrywki klubowe

### Europejskie puchary
Na Słowacji rozegrano 66. edycję Pucharu Tatrzańskiego. Zwyciężyła austriacka drużyna EC Graz 99ers. Trzecie miejsce zajęła reprezentacja Polski.
| Rozgrywki            | Miejsce i data                                | Triumfator       | Finalista      |
| -------------------- | --------------------------------------------- | ---------------- | -------------- |
| Puchar Kontynentalny | Rouen 27 września – 12 stycznia 2014          | Stavanger Oilers | Donbas Donieck |
| European Trophy      | Berlin 6 sierpnia – 22 grudnia 2013           | JYP              | Färjestad      |
| Puchar Spenglera     | Davos 26 – 31 grudnia 2013                    | Servette Genewa  | CSKA Moskwa    |
| Puchar Tatrzański    | Poprad 22 – 24 sierpnia 2013                  | EC Graz 99ers    | HC Koszyce     |
| Puchar Europy kobiet | Bad Tölz 18 października 2013 – 16 marca 2014 | HK Tornado       | AIK IF         |

### Rozgrywki ligowe mężczyzn – pierwszy poziom
W przypadku niejednorodnego składu państwowego rozgrywek podane zostały flagi pochodzenia krajowego drużyn.
| Rozgrywki           | Trofeum         | Data                                  | Triumfator               | Finalista                    |
| ------------------- | --------------- | ------------------------------------- | ------------------------ | ---------------------------- |
| NHL                 | Puchar Stanleya | 1 października 2013 – 13 czerwca 2014 | Los Angeles Kings        | New York Rangers             |
| KHL                 | Puchar Gagarina | 4 września 2013 – 30 kwietnia 2014    | Mietałłurg Magnitogorsk  | HC Lev Praga                 |
| SHL                 | Puchar Le Mata  | 14 września 2013 – 21 kwietnia 2014   | Skellefteå AIK           | Färjestad BK                 |
| Liiga               | Kanada-malja    | 12 września 2013 – 26 kwietnia 2014   | Kärpät                   | Tappara                      |
| NLA                 | –               | 12 września 2013 – 19 kwietnia 2014   | ZSC Lions                | Kloten Flyers                |
| Tipsport extraliga  | –               | 13 września 2013 – 25 kwietnia 2014   | PSG Zlín                 | HC Kometa Brno               |
| Tipsport extraliga  | –               | 15 września 2013 – 21 kwietnia 2014   | HC Koszyce               | HK Nitra                     |
| DEL                 | –               | 13 września 2013 – 29 kwietnia 2014   | ERC Ingolstadt           | Kölner Haie                  |
| EBEL                | –               | 7 września 2013 – 13 kwietnia 2014    | HC Bolzano               | EC Red Bull Salzburg         |
| GET-ligaen          | –               | 14 września 2013 – 14 kwietnia 2014   | Stavanger Oilers         | Vålerenga Oslo               |
| Polska Hokej Liga   | –               | 13 września 2013 – 3 kwietnia 2014    | Ciarko PBS Bank KH Sanok | GKS Tychy                    |
| Open Liga           | –               | 4 września 2013 – 7 kwietnia 2014     | Nioman Grodno            | Junost' Mińsk                |
| PHL                 | –               | 28 września 2013 – 14 marca 2014      | Kompańjon-Naftohaz       | Biłyj Bars                   |
| Wysszaja Liga       | –               | 7 września 2013 – 11 kwietnia 2014    | Jertys Pawłodar          | Arłan Kokczetaw              |
| Samsung Premjerliga | –               | 7 września 2013 – 27 marca 2014       | HS Prizma Riga           | HK Kurdabs                   |
| EIHL                | –               | 7 września 2013 – 22 marca 2014       | Belfast Giants           | Sheffield Steelers           |
| Ligue Magnus        | Puchar Magnusa  | 7 września 2013 – 6 kwietnia 2014     | Briançon                 | Ducs d’Angers                |
| Serie A1            | –               | 21 września 2013 – 24 kwietnia 2014   | Ritten Sport             | HC Pustertal                 |
| Superliga           | –               | 2013 – 18 kwietnia 2014               | SønderjyskE Ishockey     | Herning Blue Fox             |
| Liga Azjatycka      | –               | 7 września 2013 – 30 marca 2014       | Nippon Paper Cranes      | Oji Eagles                   |
| MOL Liga            | –               | 2 września 2013 – 20 marca 2014       | HC Nowe Zamki            | ASC Corona 2010 Braszów      |
| Ekstraliga          | –               | 2013 – 2014                           | Dunaújvárosi Acélbikák   | Miskolci JJSE                |
| Narodowa Liga       | –               | 2013 – 10 kwietnia 2014               | ASC Corona Braszów       | HSC Csíkszereda              |
| Eredivisie          | –               | 30 września 2013 – 28 marca 2014      | Tilburg Trappers         | HYS The Hague                |
| Eredivisie          | –               | 2013 – 22 marca 2014                  | Bulldogs Liège           | White Caps Turnhout          |
| Meistriliiga        | –               | 2013 – 29 marca 2014                  | Tallinn Viiking Sport    | Tartu Kalev-Välk             |
| Ekstraliga          | –               | 2013 – 2014                           |                          |                              |
| Ekstraliga          | –               | 1 października 2013 – 19 marca 2014   | KHL Medveščak Zagreb     | KHL Mladost Zagreb           |
| Ekstraliga          | –               | 2013 – 2014                           |                          |                              |
| Ekstraliga          | –               | 2013 – 8 kwietnia 2014                | HDD Olimpija Lublana     | Slavija Lublana              |
| Ekstraliga          | –               | 2013 – 2014                           |                          |                              |
| Ekstraliga          | –               | 2013 – 2014                           | CSKA Sofia               | Slawia Sofia                 |
| Superliga           | –               | 2013 – 16 marca 2014                  | Bipolo                   | CG Puigcerda                 |
| Superliga           | –               | 2013 – 2014                           |                          |                              |
| AIHL                | –               | 20 kwietnia - 8 września 2013         | Sydney Ice Dogs          | Newcastle North Stars        |
| Ekstraliga          | –               | 2013                                  |                          |                              |
| Ekstraliga          | –               | 3 września 2013 – 18 marca 2014       | Skautafélag Akureyrar    | Ísknattleiksfélagið Björninn |
| Ekstraliga          | –               | 1 listopada 2013 – 2014               | Maccabi Metulla          | HC Bat Jam                   |
| Ekstraliga          | –               | 2013 – 2014                           |                          |                              |
| Ekstraliga          | –               | 2013 – 2014                           |                          |                              |
| Ekstraliga          | –               | 2013 – 2014                           |                          |                              |
| GHL                 | –               | 2013 – 2014                           |                          |                              |
| Campeonato          | –               | 2013 – 2014                           |                          |                              |
| Ekstraliga          | –               | 2013 – 2014                           |                          |                              |
| Ekstraliga          | –               | 2013 – 2014                           |                          |                              |

### Rozgrywki ligowe niższe
| Rozgrywki         | Trofeum        | Data                                  | Triumfator                                   | Finalista                                    |
| ----------------- | -------------- | ------------------------------------- | -------------------------------------------- | -------------------------------------------- |
| I liga polska     | –              | 14 września 2013 – 20 marca 2014      | Naprzód Janów                                | Orlik Opole                                  |
| II liga polska    | –              | 5 października 2013 – 10 marca 2014   | MH Automatyka Dragons                        | Mad Dogs Sopot                               |
| AHL               | Puchar Caldera | 4 października 2013 – 17 czerwca 2014 | Texas Stars                                  | St. John’s IceCaps                           |
| WHL               | Puchar Bratina | 2013 – 2014                           | Saryarka Karaganda                           | Rubin Tiumeń                                 |
| RHL               |                | 2013 – 2014                           | Sławuticz Smoleńsk                           | Mordowija Sarańsk                            |
| National League B | –              | 13 września 2013 – 8 kwietnia 2014    | EHC Visp                                     | SCL Tigers                                   |
| Allsvenskan       | –              | 2013 – 2014                           | Rögle BK                                     | Karlskrona HK                                |
| Mestis            | –              | 2013 – 2014                           | KooKoo                                       | Jukurit                                      |
| 1. liga czeska    | –              | 11 września 2013 – 2014               | BK Mladá Boleslav i HC Ołomuniec (finaliści) | BK Mladá Boleslav i HC Ołomuniec (finaliści) |
| 1. liga słowacka  | –              | 2013 – 13 marca 2014                  | HC 46 Bardejov                               | HK Dukla Michalovce                          |
| DEL2              | –              | 13 września 2013 – 21 kwietnia 2014   | Fischtown Pinguins Bremerhaven               | SC Bietigheim-Bissingen                      |
| INL               | –              | 21 września 2013 – 5 kwietnia 2014    | HC Neumarkt                                  | EHC Bregenzerwald                            |

### Puchary krajowe
| Rozgrywki                  | Data                                | Triumfator             | Finalista                 |
| -------------------------- | ----------------------------------- | ---------------------- | ------------------------- |
| Puchar Belgii              | 2013 – 2014                         |                        |                           |
| Puchar Białorusi           | 20 sierpnia - 1 września 2014       | Junost' Mińsk          | Mietałłurg Żłobin         |
| Puchar Bośni i Hercegowiny | 2013 – 2014                         |                        |                           |
| Puchar Bułgarii            | 2013 – 2014                         |                        |                           |
| Puchar Danii               | 2013 – 2014                         | Herning Blue Fox       | SønderjyskE Ishockey      |
| Puchar Francji             | 28 września 2013 – 26 stycznia 2014 | Ducs d’Angers          | Dragons de Rouen          |
| Puchar Hiszpanii           | 8 marca – 23 marca 2014             | CD Hielo Bipolo        | CG Puigcerda              |
| Puchar Holandii            | 2013 – 2014                         |                        |                           |
| Puchar Japonii             | 29 listopada – 1 grudnia 2013       | Nippon Paper Cranes    | Oji Eagles                |
| Puchar Kazachstanu         | 2013 – 2014                         | Arłan Kokczetaw        | Jertys Pawłodar           |
| Puchar Niemiec             | 2013 – 2014                         |                        |                           |
| Puchar Polski              | 28 – 29 grudnia 2013                | Cracovia               | Ciarko PBS Bank KH Sanok  |
| Puchar Rumunii             | 2013                                |                        |                           |
| Puchar Węgier              | 28 lutego – 30 marca 2014           | Dunaújvárosi Acélbikák | Alba Volán Székesfehérvár |
| Puchar Włoch               | 24 października - 1 grudnia 2013    | Ritten Sport           | HC Val Pusteria           |

### Rozgrywki juniorskie
| Rozgrywki    | Trofeum               | Data                             | Triumfator               | Finalista              |
| ------------ | --------------------- | -------------------------------- | ------------------------ | ---------------------- |
| OHL          | J. Ross Robertson Cup | 19 września 2013 – 9 maja 2014   | Guelph Storm             | North Bay Battalion    |
| WHL          | Ed Chynoweth Cup      | 19 września 2013 – 12 maja 2014  | Edmonton Oil Kings       | Portland Winterhawks   |
| QMJHL        | Coupe du Président    | 12 września 2013 – 13 maja 2014  | Val-d’Or Foreurs         | Baie-Comeau Drakkar    |
| Memorial Cup | Memorial Cup          | 16 – 25 maja 2014                | Edmonton Oil Kings       | Guelph Storm           |
| MHL          | Puchar Charłamowa     | 2013 – 2014                      | MHK Spartak Moskwa       | Krasnaja Armija Moskwa |
| MHL B        | Puchar Regionów       | 2013 – 2014                      | Berkuty Kubani Krasnodar | Łoko-Junior Odincowo   |
| CLJ          | –                     | 21 września 2013 – 23 marca 2014 | Ciarko PBS Bank Sanok    | MMKS Podhale/KTH KM    |